# Rossetti (cràter)
Rossetti és un cràter d'impacte en el planeta Venus de 23,4 km de diàmetre. Porta el nom de Christina Rossetti (1830-1894), poetessa anglesa, i el seu nom va ser aprovat per la Unió Astronòmica Internacional el 1985.